# 이준희 (가수)
이준희(2000년 1월 7일 ~)는 대한민국의 가수다. 2019년 안녕, 모모 OST <비워둔 제목>으로 데뷔했다.

## 방송
- 슈퍼스타K 6 (2014) - Top8(7위)

## 음반
- 슈퍼스타K6 TOP11 Part 1 (2014)
- 슈퍼스타K6 TOP11 Part 2 (2014)
- 슈퍼스타K6 TOP11 Part 3 (2014)
- 안녕, 모모 OST Part.7 (2019)
- 나에게 말한다 (2020)
- 회상 (2023)